# Ядренко, Михаил Иосифович
Михаи́л Ио́сифович Ядре́нко (укр. Михайло Йосипович Ядренко; 16 апреля 1932, с.Дремайловка, Куликовского района, Черниговской области, УССР — 28 сентября 2004, Киев, Украина) — советский и украинский учёный—математик, доктор физико-математических наук, профессор, член-корреспондент Национальной Академии Наук Украины. С 1966 по 1998 заведовал кафедрой теории вероятностей и математической статистики Киевского государственного университета.

## О его жизни и трудовой деятельности
Михаил Иосифович Ядренко родился 16 апреля 1932 года в селе Дремайловка Куликовского района Черниговской области.
Среднюю школу он закончил в Чернигове с золотой медалью. В 1950—1955 годах он учился на механико-математическом факультете Киевского государственного университета имени Тараса Шевченко. В это время он заинтересовался теорией вероятностей и опубликовал свою первую научную работу посвящённую случайным блужданиям. Своими учителями Михаил Иосифович всегда называл Бориса Владимировича Гнеденко и Иосифа Ильича Гихмана.
В 1955—1958 годах, в аспирантуре Киевского университета, Михаил Иосифович начинает изучение новой в то время области теории вероятностей — изучает поведение случайных функций нескольких переменных, то есть случайных полей. Его кандидатская диссертация посвящена теории однородных и изотропных случайных полей.
Окончив аспирантуру, Михаил Иосифович начинает работать на кафедре математического анализа и теории вероятностей Киевского университета. Много сил и энергии он отдает развитию школьного математического образования, организации математических олимпиад для школьников, изданию учебных пособий по элементарной математике и комбинаторике, сборников олимпиадных задач.
В это время на механико-математическом факультете Киевского университета создается кафедра теории вероятностей и математической статистики. После отъезда в Донецк её основателя и первого заведующего Иосифа Ильича Гихмана заведующим кафедрой стал Михаил Иосифович Ядренко. Более тридцати двух лет под его руководством на кафедре проводились исследования в области теории случайных полей, асимптотических методов теории вероятностей, теории стохастических дифференциальных уравнений, прикладных вероятностных и статистических задач.
Благодаря инициативе Михаила Иосифовича с 1970 года начал выходить журнал «Теория вероятностей и математическая статистика». Это издательство сыграло важную роль в развитии Киевской школы теории вероятностей. 
В 1968 году Михаил Иосифович основал издание периодического научно-популярного сборника «В мире математики». В 1995 году этот сборник был преобразован в научно-популярный, методический и историко-математический журнал для всех почитателей математики — от школьника до профессионала математика. Неизменным главным редактором этого журнала, начиная с 1970 года, был Михаил Иосифович.
Научное наследие Михаила Иосифовича состоит из более 200 публикаций. Особенно следует отметить его монографию «Спектральная теория случайных полей» (1980), которая стала настольной книгой специалистов по случайным полям.
В 1958-60 годах Михаил Иосифович начал изучение полей, которые являются обобщениями одномерных процессов Маркова. Из его работ, в частности, следует вырожденность класса обычных однородных изотропных марковских полей (все такие поля на самом деле являются случайными константами). 
Михаил Иосифович получил ряд значительных результатов о локальных свойствах выборочных функций случайных полей — непрерывность, аналитичность, квазианалитичность. Он установил ряд необходимых и достаточных условий абсолютной непрерывности и сингулярности мер, порождённых гауссовскими случайными полями.
Вопросы применения теории вероятностей также находились в круге интересов Михаила Иосифовича. Следует отметить его исследования в области контроля качества продукции и оптимальных методов профилактики, статистического моделирования шумов в полупроводниках, анализа генераторов случайных чисел, статистического моделирования распределений со случайными интенсивностями.
За работы по теории случайных полей Михаилу Иосифовичу была присуждена премия имени академика Крылова (1993) и Государственная премия Украины (2000). В 1990 он был избран членом-корреспондентом Национальной академии наук Украины.
Михаил Иосифович был прекрасным педагогом. Его учебные курсы были эталоном математической чёткости, последовательности и прозрачности, и в то же время, глубины изложения. 
Один из лучших учебников по основам теории вероятностей и математической статистики написан М. И. Ядренко в соавторстве с И. И. Гихманом и А. В. Скороходом (1979). 
Михаил Иосифович всегда радовался успехам своих учеников, создавал условия для их научных достижений. Многим из них разговор с Ядренко помогал лучше понять собственные результаты, открывал новые горизонты для исследований. Под руководством Михаила Иосифовича были защищены 45 кандидатских диссертаций, 10 из его аспирантов стали докторами физико-математических наук.
В 90-е годы XX века изменения экономического строя в стране вызвали потребность в специалистах новых профессий — финансовой и актуарной математики. В 1995 году Михаил Иосифович впервые на Украине начал читать лекции по актуарной математике и теории риска в страховании. Вместе со своими учениками он опубликовал первое учебное пособие на украинском языке по эконометрике, финансовой и актуарной математике. Создание системы подготовки специалистов по этим дисциплинам в рамках учебной программы «Статистика» было целью международного проекта под руководством Михаила Иосифовича, который осуществлялся в 1997—2001 годах в рамках программы TEMPUS-TACIS Европейского союза.
Работа со школьниками и поиск талантливой молодёжи были для Михаила Иосифовича душевными потребностями. Более 40 лет он занимался организацией школьных математических олимпиад разных уровней, математических кружков для школьников и студентов. Начиная с 1970 года он возглавлял жюри общеукраинской олимпиады школьников. Он организовал также заочную физико-математическую олимпиаду журнала «В мире математики».
Невозможно перечислить все общественные обязанности, которые брал на себя Михаил Иосифович. Он был одним из двоих главных редакторов журнала «Прикладная статистика, актуарная и финансовая математика», заместителем главного редактора журнала «Теория вероятностей и математическая статистика», членом редколлегии журнала «Random Operators and Stochastic Equations».
Михаил Иосифович Ядренко имел звание Заслуженного деятеля науки и техники Украины, был награждён орденом «За заслуги» ІІІ степени и многими медалями.